# Дене (Територија Белфор)
Дене (фр. Denney) је насељено место у Француској у региону Франш-Конте, у департману Територија Белфор.
По подацима из 2011. године у општини је живело 781 становника, а густина насељености је износила 224,43 становника/km².

## Демографија
| 1962. | 1968. | 1975. | 1982. | 1990. | 2011. |
| ----- | ----- | ----- | ----- | ----- | ----- |
| 249   | 314   | 415   | 491   | 531   | 781   |